# Pipridae
I pipridi (Pipridae Rafinesque, 1815) sono una famiglia di uccelli dell'ordine dei Passeriformi, diffusa nella zona tropicale del Nuovo mondo.

## Tassonomia
Il Congresso Ornitologico Internazionale (settembre 2013) assegna alla famiglia Pipridae i seguenti generi e specie:
- Genere Neopelma

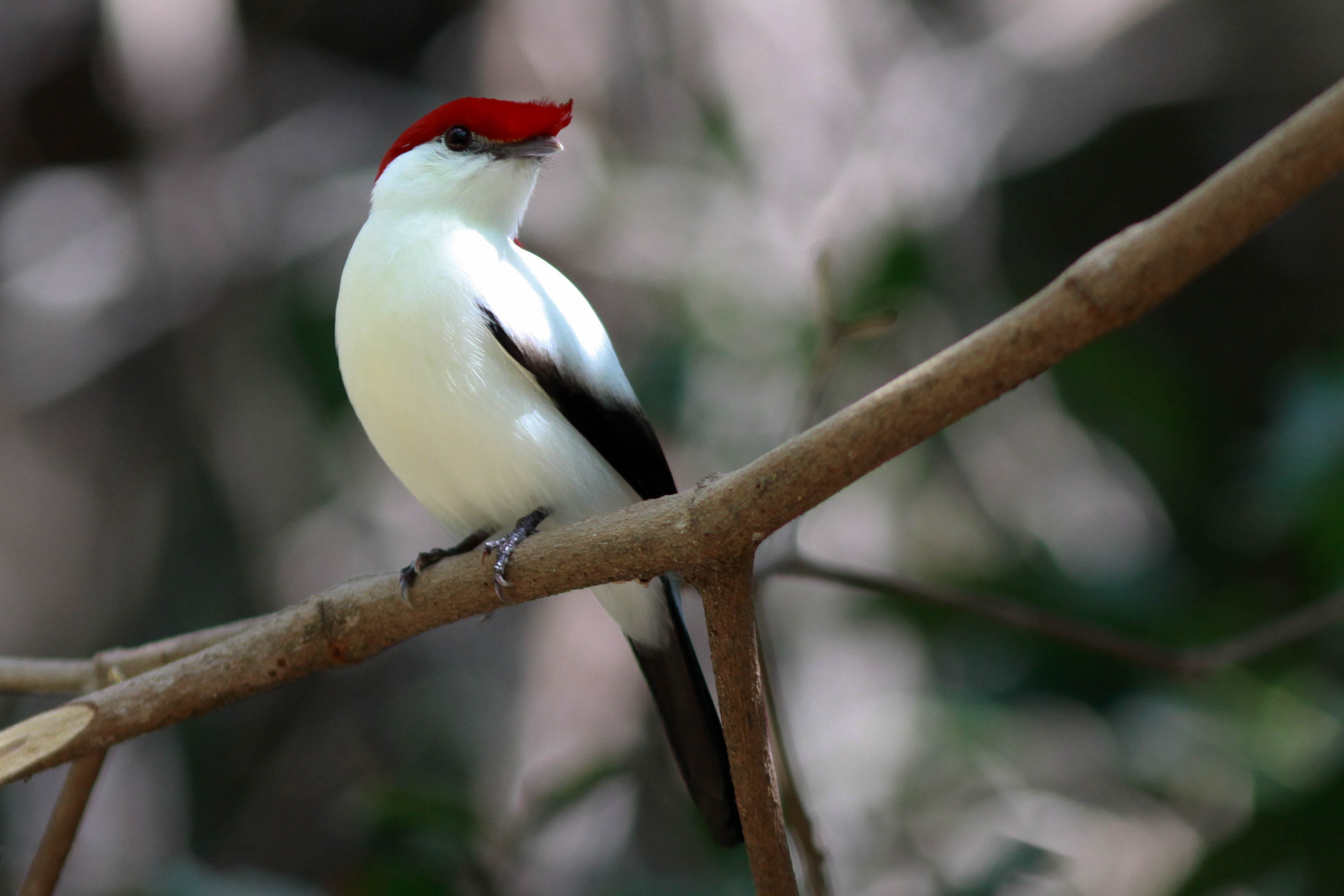
Antilophia bokermanni

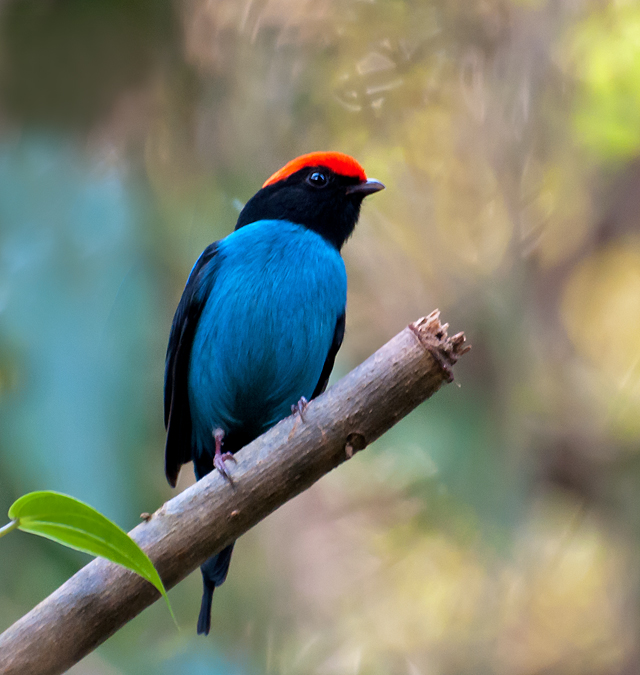
Chiroxiphia caudata

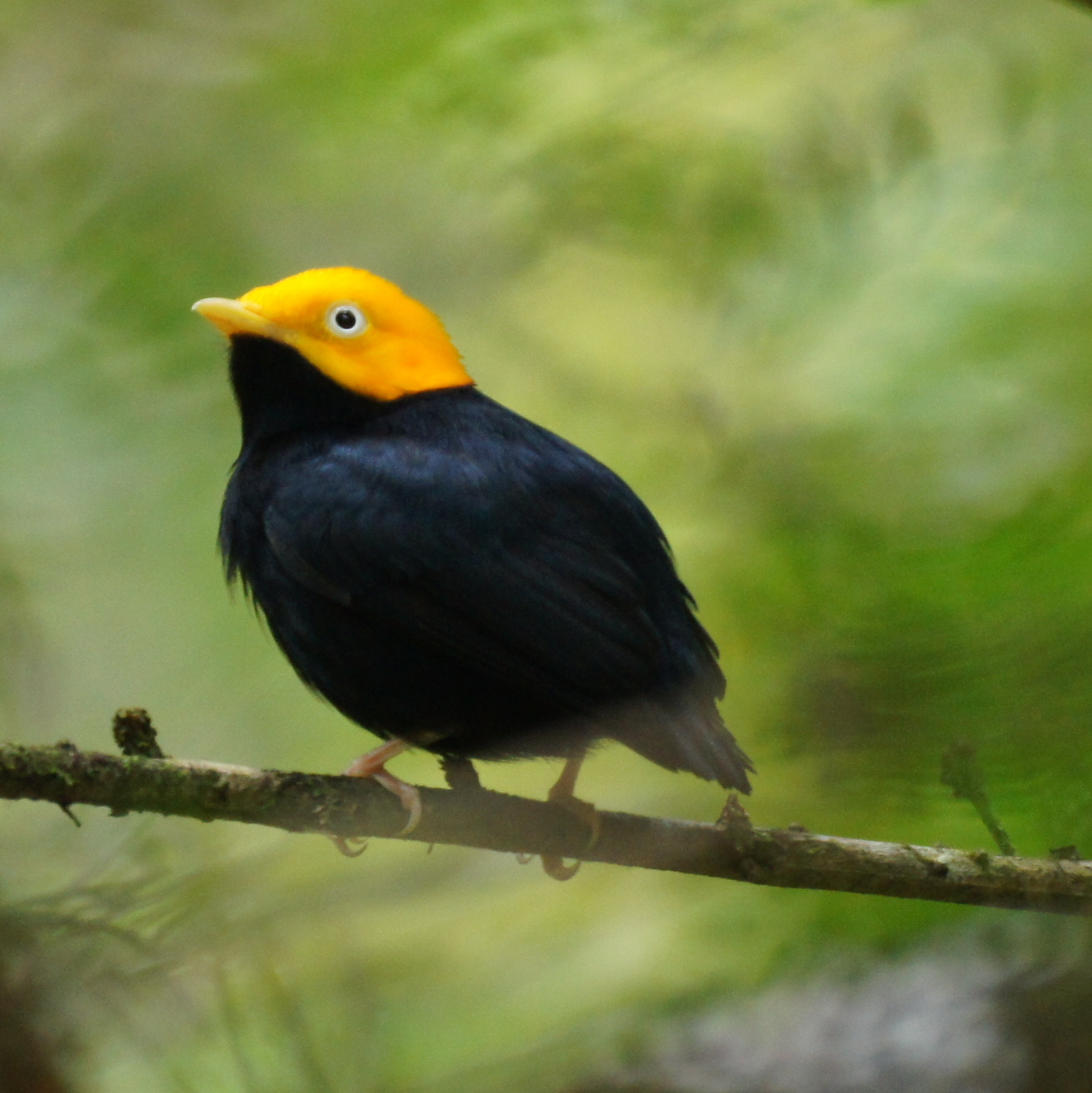
Dixiphia erythrocephala

  - Neopelma chrysocephalum (Pelzeln, 1868) - manachino tiranno ventresulfureo
  - Neopelma sulphureiventer (Hellmayr, 1903)
  - Neopelma pallescens (Lafresnaye, 1853)
  - Neopelma aurifrons (Wied-Neuwied, 1831)
  - Neopelma chrysolophum Pinto, 1944

- Genere Tyranneutes
  - Tyranneutes stolzmanni (Hellmayr, 1906) - manachino tiranno di Stolzmann
  - Tyranneutes virescens (Pelzeln, 1868)

- Genere Ilicura
  - Ilicura militaris (Shaw, 1809) - manachino coda a spilli

- Genere Masius
  - Masius chrysopterus (Lafresnaye, 1843) - manachino alidorate

- Genere Corapipo
  - Corapipo gutturalis (Linnaeus, 1766)
  - Corapipo altera Hellmayr, 1906 - manachino dalla gorgiera
  - Corapipo leucorrhoa (Sclater, 1863)

- Genere Machaeropterus
  - Machaeropterus deliciosus (Sclater, 1860) - manachino delizioso
  - Machaeropterus regulus (Hahn, 1819)
  - Machaeropterus striolatus (Bonaparte, 1838)
  - Machaeropterus pyrocephalus (Sclater, PL, 1852)

- Genere Lepidothrix
  - Lepidothrix coronata (von Spix, 1825) - manachino corona azzurra
  - Lepidothrix isidorei (Sclater, 1852)
  - Lepidothrix coeruleocapilla (Tschudi, 1844)
  - Lepidothrix nattereri (Sclater, 1865)
  - Lepidothrix vilasboasi (Sick, 1959)
  - Lepidothrix iris (Schinz, 1851)
  - Lepidothrix serena (Linnaeus, 1766)
  - Lepidothrix suavissima (Salvin & Godman, 1882)

- Genere Manacus
  - Manacus manacus (Linnaeus, 1766)
  - Manacus candei (Parzudaki, 1841) - manachino collobianco
  - Manacus vitellinus (Gould, 1843)
  - Manacus aurantiacus (Salvin, 1870)

- Genere Antilophia
  - Antilophia bokermanni Coelho & Silva, 1998 - manachino dell'Araripe
  - Antilophia galeata (Lichtenstein, 1823)

- Genere Chiroxiphia
  - Chiroxiphia linearis (Bonaparte, 1838)
  - Chiroxiphia lanceolata (Wagler, 1830)
  - Chiroxiphia pareola (Linnaeus, 1766)
  - Chiroxiphia boliviana Allen, 1889
  - Chiroxiphia caudata (Shaw, 1793) - manachino codadirondine

- Genere Xenopipo
  - Xenopipo holochlora (Sclater, 1888)
  - Xenopipo flavicapilla (Sclater, 1852)
  - Xenopipo unicolor (Taczanowski, 1884)
  - Xenopipo uniformis (Salvin & Godman, 1884)
  - Xenopipo atronitens Cabanis, 1847 - manachino nero

- Genere Heterocercus
  - Heterocercus aurantiivertex Sclater & Salvin, 1880 - manachino corona aranciata
  - Heterocercus flavivertex Pelzeln, 1868
  - Heterocercus linteatus (Strickland, 1850)

- Genere Pipra
  - Pipra aureola (Linnaeus, 1758) - manachino cappuccio rosso
  - Pipra filicauda von Spix, 1825
  - Pipra fasciicauda Hellmayr, 1906

- Genere Dixiphia
  - Dixiphia pipra (Linnaeus, 1758)
  - Dixiphia cornuta (von Spix, 1825)
  - Dixiphia mentalis (Sclater, 1857)
  - Dixiphia chloromeros (Tschudi, 1844)
  - Dixiphia erythrocephala (Linnaeus, 1758) - manachino testadorata
  - Dixiphia rubrocapilla (Temminck, 1821)

Il genere Schiffornis, in precedenza assegnato a questa famiglia, è oggi inquadrato tra i Tityridae.